# Windows 2.0
Windows 2 är en grafisk användarmiljö för MS-DOS från Microsoft. Denna version av Windowsfamiljen började saluföras hösten 1987.
Windows 2.0 rönte vissa försäljningsframgångar men slog inte igenom på bred front. Windowsbaserade program som Corel Draw och Microsoft Excel bidrog dock till att åtskilliga installerade Windows 2.
Vid körning av MS-DOS-program från Windows kvarstod de vanliga problemen med DOS:s minnesbegränsning på 640 kilobyte. För Windowsprogram fanns dock en mer avancerad minneshantering.
Datorföretaget Apple uppfattades vid denna tid som ledande i utvecklingen av grafiska gränssnitt för persondatorer (med fönstermenyer, papperskorg, drag and drop, etc).
Microsoft hade dock vid den här tiden (våren 1987) inlett ett samarbete med IBM för att skapa ett operativsystem (OS/2) och satte därför under en tid utvecklingen av Windows på sparlåga. (Se Windows 3.0)

## Windows 2.03
Windows 2.03 var uppföljaren till Windows 1.0, den salufördes som version 2.0, senare när Windows /386 lanserades salufördes denna version som Windows /286. Det rör sig dock alltså hela tiden om Windows 2.03.

### Hårdvarukrav
För att kunna installera 2.0 krävdes MS-DOS version 3.0 samt två dubbelsidiga floppy-diskettstationer eller en hårddisk. Man behövde ett grafikkort samt minst 512 kB i RAM-minne. Vidare behövde man precis som förut en 286-mikroprocessor från Intel.

### Användargränssnitt
Nu introducerade Microsoft överlappande fönster i Windowsmiljön. Man kunde även fritt ändra storleken på fönster. Vidare hade man lagt in bättre funktioner och konverterare för att hantera teckensnitt på skärmen. Man hade också installerat stöd för hela sextiotvå olika sorters skrivare.

### Minneshantering
Version 2.03 hade även stöd för en minneshantering som kallades LIM version 4.0 På 1980-talet användes en minneshanteringsteknik som kallades expanderat minne. Det fanns två sorter. LIM version 4 är den lite mer utvecklade formen som kunde utnyttja lite mer än bara base memory och Upper Memory Block (640 k + 360 k). Expanded memory är dock inte ett lika effektivt sätt som extended memory att utnyttja minnesområden över 1 MB. Se MS-DOS
Vidare ingick SMARTdrive som är ett diskcacheprogram som tillåter snabbare tillgång till hårddisken genom att ett visst utrymme av RAM-minnet används till att lagra information från hårddisken.

### Mjukvarustöd
Man hade stöd för DDE (Dynamic Data Exchange) som är ett Windows-protokoll som gör att data tillåts automatiskt skickas mellan olika program. 
Windows hade nu även blivit bättre som programplattform för exempelvis Aldus, Pagemaker och Corel Draw. Även Microsofts egna program Powerpoint, Excel och Word for Windows fanns nu att tillgå.
Microsoft köpte för övrigt upp företaget Forethought Inc. som hade utvecklat Powerpoint i februari 1987. Vidare kan det nämnas att Excel för Windows introducerades i oktober samma år. Programmen som medföljde var de samma som i version 1 och man använde fortfarande MS-DOS Executive för att köra filer etc. Se Windows 1.0
Vidare hade man ändrat på en del och flyttat på en del funktioner i de medföljande programmen.

## Windows 2.10
I slutet av juni 1988 släppte Microsoft Windows /386, som även betecknades som version 2.10.
Denna version var producerad för Intels nya processor 386. Man hade även tidigare utvecklad en mindre uppgradering under namnet Windows /286, där målgruppen var datorer med Intels 286-processor.

### Hårdvarukrav
Windows /386 kräver naturligtvis en 386-processor. Vidare behövs, som i versionen innan, minst en halv megabyte RAM-minne. Man måste nu dessutom ha en hårddisk. Detta är den första version som kräver en sådan. Man måste dock fortfarande ha en diskettstation. Man kunde köpa Windows boxen packad med antingen 5,25" 1,2 MB floppydisketter eller 3,5" 720 kB disketter, så det fanns stöd för båda formaten.
Grafikkort krävs naturligtvis och på kartongen hävdades det följande: IBM EGA, IBM VGA, IBM 8514, IBM CGA Hercules Graphics Card, or compatibles. En Microsoft-mus kunde man också ha om man ville.

### Nyheter
Intels 386-processor var betydligt kraftfullare än 286.
- Multikörning

Windows /386 utnyttjade 386-arkitekturens stöd för multikörning (på engelska multitasking), och kunde, precis som OS/2 vid den här tiden, köra flera DOS-applikationer samtidigt. Detta fungerade bra, eftersom varje DOS-program fick en egen virtuell maskin, tack vare en särskild funktion i 386-processorn. Detta i motsats till tidigare versioner som där programmet tog kontroll över CPU:n och släppte inte kontrollen förrän de själva ville det.
- Minneshantering

Himem.sys var en ny drivrutin som tillät användning av de första 64 kB i extended memory vilket frigjorde ungefär 50 kB av det konventionella minnet.
- Hårdvarustöd

Vidare hade man bättrat på stödet för olika sorters skrivare. Det fanns nu drivrutiner som passade för 127 olika sorter. Man hade stöd för fler processorer, det vill säga 386 kompatibla. Man hade som syns i specifikationen ovan även stöd för flera sorters skärmar och grafikkort.

## Windows 2.11
I mars 1989 kom ytterligare en uppdatering ut. Det var mest buggfixar på delar av minneshanteringen, com-portens drivrutiner och buggar vid installationen. 
Vidare tillkom en del uppdateringar och drivrutiner.